# Eva, la Serpiente y la Muerte
Eva, la Serpiente y la Muerte o Eva, la Serpiente y Adán como la Muerte es una pintura del artista del Renacimiento alemán Hans Baldung, conservado en la Galería Nacional de Canadá, Ottawa. La fecha del cuadro es debatida, con propuestas que varían desde principios de la década de 1510 a entre 1525 y 1530. Sus cuatro elementos principales son la Eva bíblica, una figura masculina personificación de la Muerte y generalmente comparada con Adán, una serpiente, y un tronco de árbol.

## Historia
La pintura se encontraba en la colección del político británico William Angerstein antes de ser subastada en 1875 en Christie's como trabajo de Lucas Cranach el Viejo, aunque de hecho el trabajo ofrece un gran contraste con los numerosos Adán y Eva de Cranach, de los que solo la pose de Eva está tomada prestada. Casi un siglo después, la sucursal escocesa de Sotheby's determinó que en realidad era de Baldung, donde fue subastada en 1969. 
El comprador lo vendió a la Galería Nacional de Canadá de Ottawa en 1972, donde desde entonces ha sido limpiado y restaurado.

## Descripción
Baldung trató el Pecado Original y la Caída en una serie de xilografías y pinturas, que él representa por la manzana y el mordisco de la serpiente; su iconografía es a menudo tan original y fascinante como en este trabajo. En esta tabla, los cuerpos de pie llenan casi el espacio entero, y los colores pálidos en primer plano destacan contra un fondo oscuro. Las figuras principales están entrelazadas; la serpiente está enrollada alrededor del tronco del árbol y también alrededor de la Muerte, a quién amarra al árbol. El brazo derecho de la Muerte se eleva para coger la manzana. La serpiente, que tiene ojos rojos y cabeza de comadreja, cierra sus mandíbulas alrededor de la muñeca izquierda de la Muerte, que a su vez está cogiendo el brazo izquierdo de Eva. La mano de Eva sujeta la cola de la serpiente, mientras su mano derecha sostiene una manzana detrás de su espalda. Entre las versiones de la Caída de Baldung, el elemento nuevo en Eva, la Serpiente y la Muerte es la función activa de la culebra; Adán muestra una condición cadavérica, como un cuerpo putrefacto cuya carne se desprende a jirones del hueso, probablemente sugiriendo el trabajo del veneno, la serpiente tiene cabeza de comadreja, cuya mordedura se creía venenosa antiguamente, y la corrupción del pecado al morder la manzana a su vez. Esta fruta que cada una de las figuras porta es el origen simbólico de la escena presente, en que "todo es dependiente e implicado en todo lo demás".
Al fondo hay un bosque espeso mientras dos troncos más, delgados y paralelos, ocupan el medio. Una margarita se yergue en las raíces del tronco del árbol principal, delante del talón derecho de la Muerte.